# Emil Döll
Emil Döll (geboren 24. Mai 1850 in Bad Reimannsfelde bei Elbing; gestorben 15. Dezember 1924 in Leipzig) war ein deutscher Wirtschaftswissenschaftler und Anhänger von Eugen Dühring.

## Leben
Emil Döll besuchte das Realgymnasium in Elbing und die Handelsschule in Gotha. Danach widmete er sich der kaufmännischen Praxis im In- und Ausland. Anfang der 1870er Jahre lernt Döll in Odessa durch Hinweise seines Bruders Hermann Dührings „Natürliche Dialektik“ kennen, die er später als „ebenbürtiges Gegenstück zu Kants Kritik der reinen Vernunft“ charakterisierte. 1873 nahm Döll das Studium an der Friedrich-Wilhelms-Universität in Berlin auf und hörte verschiedene Vorlesungen von Dühring. 1881 wechselte er nach Leipzig über. Seit 1882 wirkt er in Lehrer der Handelswissenschaften an der öffentlichen Handelsschule in Leipzig. 1884 promovierte er an der Universität Leipzig. Er war später Dozent bzw. Professor an der Leipziger Öffentlichen Handelslehranstalt.

## Werke
- Über die Grade der Sicherheit von Banknoten und Papiergeld nach Deckungsart und Fundierung. Joachim & Jüstel, Leipzig 1884. (Leipzig, Univ., Phil. Diss. 1884L)
- Eugen Dühring. Etwas von dessen Charakter, Leistungen und reformatorischem Beruf. Eine populäre Gedenkschrift aus eigenen Wahrnehmungen, mündichem und brieflichem Verkehr. Mit Dühring's Bildniss in Lichtdruck. C. G. Naumann, Leipzig 1893. MDZ Reader
- Das Schicksal aller Utopien oder socialen Charlatanerien und das verstandesgemäss Reformatorische. C. G. Naumann, Leipzig 1897.
- [Fachbildung, Fachtüchtigkeit und jugendliche Lebensweise]. Handelsstudent [und studentisches Wesen]. Heft 2. Die handelspolitische Grundfrage. Mit entscheidenden Gesichtspunkten für Studium und Urteilsbildung.C. G. Naumann, Leipzig 1902. Digitalisat
- Dühringwahrheiten in Stellen aus den Schriften des Reformators, Forschers und Denkers. Nebst dessen Bildniss. Theod. Thomas, Leipzig 1908. Archive.org
- Bank- u. Wechselgeschäfte. In: Deutsche Handelskorrespondenz. 2. verb. u. verm. Aufl. A. Kröner, Leipzig 1914. Inhaltsverzeichnis
- Sammlung kaufmännischer Druckvorlegen. Zum Gebrauch für Handelsschulen und Handelshochschulen. Zusammengestellt von Emil Döll.
  - 1. Folge. 11. verb. u. verm. Aufl. A. Körner, Leipzig 1918. Inhaltsverzeichnis
  - 2. Folge. 9. Aufl. A. Körner, Leipzig 1916.Inhaltsverzeichnis
- Deutsche Handelskorrespondenz. Zum Gebrauch für Handelsschulen und Handelshochschulen. Bearbeitet von Emil Döll. 4. verb. u. verm. Aufl. A. Kröner, Leipzig 1919. Inhaltsverzeichnis
- Deutsche Handelskorrespondenz. Zum Gebrauch für Handelsschulen und Handelshochschulen. Teil: A., Waren-, Speditions- u. Versicherungsgeschäfte, Ausgabe 3. verb. u. verm. Aufl. A. Körner, Leipzig 1915.
- Eugen Dühring zu seinem 86. Geburtstag. Paul Hungar, Leipzig 1919.
- Deutsche Handelskorrespondenz. Zum Gebrauch für Handelsschulen und Handelshochschulen.
  - Folge 1. 2. verb. u. verm. Aufl. A. Körner, Leipzig 1924.
  - Folge 2. 9. Aufl. A. Körner, Leipzig 1925.
- Hrsg.: Gemeinverständliche Einführungsschriften zu Eugen Dührings reformatorischen Denkergebnissen. Dühring und Nietzsche. 1. Folge. O. R. Reisland 1925 (und 1931). (=aus Der moderne Völkergeist 1896)